# Aj, som katten
Aj, som katten är en amerikansk komedifilm i baseballmiljö från 1951, regisserad av Arthur Lubin. Manus skrevs av Dorothy Davenport och Francis M. Cockrell efter H. Allen Smiths roman Rhubarb från 1946.

## Handling
Thaddeus J. Banner är en ensam och excentrisk miljonär som en dag bestämmer sig för att ta hand om en gatukatt vilken han döper till Rhubarb. Banner är bland annat ägare till ett baseballag. När Banner dör blir Rhubarb ensam arvtagare till honom och Eric Yeager utses till kattens beskyddare. Erics fästmö Polly är allergisk mot Rhubarb och snart blir Eric stämd av Banners dotter Myra. Baseballaget är inte heller nöjda tills det visar sig att katten tycks föra tur med sig.

## Rollista
- Ray Milland - Eric Yeager
- Jan Sterling - Polly Sickles
- Gene Lockhart - Thaddeus J. Banner
- William Frawley - Len Sickles
- Elsie Holmes - Myra Banner
- Taylor Holmes - Duncan Munk
- Willard Waterman - Orlando
- James Griffith - Oggie Meadows
- Donald MacBride - Pheeny
- katten Orangey - Rhubarb